# Jakob Frint
Jakob Frint (* 4. Dezember 1766 in  Kamnitz, Nordböhmen; † 11. Oktober 1834 in St. Pölten) war ein österreichischer Theologe, Bischof von St. Pölten und Hauptvertreter der österreichischen katholischen Restauration; erbitterter Gegner des Religionsphilosophen und Mathematikers Bernard Bolzano (1781–1848).

## Leben
Nach einem Studium der Theologie an der Universität Wien wurde Jakob Frint 1795 zum römisch-katholischen Geistlichen geweiht, wurde 1801 Hofkaplan, war 1804 Professor für Religionswissenschaften in Wien und seit 1808 Stadtpfarrer in Laa an der Thaya. 1810 wurde er zum kaiserlichen Hof- und Burgpfarrer in Wien ernannt. Seit 1816 leitete er das auf seine Veranlassung vom österreichischen Kaiser gegründeten Bildungsinstitut für Weltpriester, das Sankt Augustin-Frintaneum in Wien, das seinen Namen trug. 1822 war er Beichtvater des österreichischen Kaisers Franz II. (HRR), bzw. Franz I. Joseph Karl von Habsburg-Lothringen. Von 1827 bis zu seinem Tode 1834 war Jakob Frint Bischof von St. Pölten. Sein Großneffe Anton Frind (1823–1881) amtierte als Bischof des Bistums Leitmeritz.

## Publikationen
- Darstellung der höheren Bildungsanstalt für Weltpriester zum Heiligen Augustin in Wien, 1817
- Handbuch der Religionswissenschaften für die Kandidaten der Philosophie, 3 Teile, 6 Bände, 1824, Hrsg.: "Theologische Zeitschrift" (1813–1825)